# Лебедев, Иван Васильевич (руководитель хора)
Иван Васильевич Лебедев (1923—2004) — участник Великой Отечественной войны, первый организатор и руководитель хора ветеранов войны и труда, хора ветеранов региональной организации Всероссийского общества слепых, хоровой капеллы учителей.
На протяжении 47 лет руководил самодеятельными хоровыми коллективами г. Костромы.
Работал в Костромском музыкальном училище педагогом, воспитал и подготовил свыше сорока хормейстеров.
Имя Лебедева носит созданный им народный коллектив — Хор ветеранов им. И. В. Лебедева.
Хору ветеранов войны и труда за высокий идейно-художественный уровень репертуара и исполнительное мастерство присвоено звание «Народный самодеятельный коллектив», самодеятельному хору УПП ВОС присвоено звание «Народный коллектив».

## Награды и звания
Орден Великой Отечественной войны I степени, Орден Красной Звезды, медали «За отвагу», «За боевые заслуги», «За оборону Сталинграда».
- Заслуженный работник культуры РСФСР (13 января 1971)
- «Почетный гражданин г. Костромы» (2003)